# Viza
Viza (ранее известная как Visa) — созданная в 2000 году американская рок-группа из Лос-Анджелеса, штат Калифорния. Шестеро из восьми музыкантов группы являются армянами. С 2009 года продюсером группы является Серж Танкян.

## История
В 2000 году Кнуп Томопулос , грек по национальности, основал проект Visa, который стал основой для будущей группы, в которой собрались 9 музыкантов.
Всего группа выпустила 2 EP и 4 студийных альбома. В альбомах «De-Facto» и «Eros» музыка сочетает в себе традиционные армянские и греческие мелодии смешанной с элементами хард-рока.
В альбоме 2010 года «Made in Chernobyl» в стиле и тематике песен в центре внимания оказались Россия и Восточная Европа. Группа описывает себя как «виза на музыкальные усилия, затрагивающую его заговорщиков, культурного, духовного и буквального влияния, при переводе их в идеальный баланс между старой ностальгии мира, современных экспериментов и социального возрождения».
В настоящее время менеджмент «Визы» осуществляет Serjical Strike, которую возглавляет Серж Танкян из System Of A Down. Проведя шоу в США и Канаде, «Viza» теперь известна по всему миру. В августе 2010 года Виза провела специальный тур в Европе как разогрев Сержа Танкяна на его мировом турне Imperfect Harmonies. Группа также выступила с сольными гастролями в городах Ереван, Афины, Гамбург, Кёльн, Париж, Цюрих и Болонье. Виза пленила свою аудиторию своими острыми выступлениями, получив одобрительные отзывы от поклонников в каждом городе.
В марте 2011 года группа находилась в студии в Лос-Анджелесе, записывая свой шестой альбом, «Carnivalia», который был выпущен в конце лета.20 апреля 2011 года группа выпустила свой первый сингл «Bake Me In Clouds» от предстоящего альбома. В начале 2012 года клавишник группы Сигуру Онака покинул группу. 15 января 2013 года был выпущен видеоклип на песню «Carnivalia», режиссёром которого является Шант Амасян.
С июля 2017 года по июль 2018 группа выпускает по одному синглу в месяц в качестве нового альбома

## Состав

### Текущий состав
- К’ноуп Томопоулоc— вокал, 12-струнная гитара
- Шант Бисмеджян — гитара
- Алексан Хачерян — бас-гитара
- Андраник Кзирян — уд
- Хирам Антонио Розарио — ударные

### Бывшие участники
- Джонни Найс — гитара, клавишные
- Карлос Алварадо — гитара
- Денни Шамун — перкуссия
- Сугуру Онака — клавишные, аккордеон
- Дживан Гаспарян мл. — дудук, зурна
- Крис Дэниел — перкуссия Орбэл Бабаян — гитара

## Дискография

### Студийные альбомы
- 2006 — Maktub (под названием Visa)
- 2008 — Eros (под названием Visa)
- 2010 — Made In Chernobyl
- 2011 — Carnivalia
- 2014 — Aria

### EP
- 2001 — Visa (под названием Visa)
- 2007 — De Facto (под названием Visa)
- 2018 — The Unorthodox Revival I
- 2018 — The Unorthodox Revival II

### Синглы
- 2011 — Bake Me In Clouds
- 2012 — Alabama Song (Whisky Bar)
- 2013 — In Coins
- 2014 — Midnight Hour
- 2014 — Fuego
- 2014 — When Doves Cry
- 2014 — Naive Melody
- 2019 — Eros
- 2020 — Loyal Tea